# Махаши (Цагерский муниципалитет)
Махаши (груз. მახაში) — село в Грузии, на территории Цагерского муниципалитета края (мхаре) Рача-Лечхуми и Нижняя Сванетия.

## География
Село находится в северной части Грузии, на левом берегу реки Цхенисцкали, на расстоянии приблизительно 3 километров (по прямой) к югу от города Цагери, административного центра муниципалитета. Абсолютная высота — 644 метра над уровнем моря.

## Население
По результатам официальной переписи населения 2014 года, в Махаши проживало 260 человек (135 мужчин и 125 женщин). В национальной структуре населения грузины составляли 100 %.
| Год  | Население, человек |
| ---- | ------------------ |
| 2002 | 399                |
| 2014 | ↘ 260              |